# Trugot Torstensen
Trugot Torstensen, död 2 maj 1280, var ärkebiskop i Lunds stift från 1276 till sin död.
Trugot Torstensen tillhörde den gamla adliga danska ätten Hak. Som kanik i Lund skrev han tillsammans med två medlemmar i domkapitlet en kyrkvänlig redogörelse för bakgrunden till tvisten mellan kungen och ärkebiskop Jacob Erlandsen. 1276 blev han vald till ärkebiskop efter Erland Erlandsen, som var ärkebiskop i bara två år. Efter valet begav han sig till Rom, vilket han senare felaktigt blivit kritiserad för. I Rom stadfäste påven utnämningen och vigde honom till ärkebiskop. I ett brev 1277 till kung Erik Klipping begär påven att de kyrkogods som orättmätigt tagits av kungens fogdar skall lämnas tillbaka.